# Megachile pseudomonticola
Megachile pseudomonticola är en biart som beskrevs av Hans Hedicke 1925. Megachile pseudomonticola ingår i släktet tapetserarbin, och familjen buksamlarbin. Inga underarter finns listade i Catalogue of Life.